# Vincenzo Macioti
Vincenzo Macioti (* 19. August 1775 in Velletri; † 5. August 1840) war ein italienischer Geistlicher und Bischof von Ferentino.

## Leben
Er empfing am 22. September 1798 das Sakrament der Priesterweihe. Als Fiskaladvokat des Römischen Inquisition stand er im Dienst der Kurie.
Am 23. Juni 1828 wurde er zum Bischof von Amelia berufen. Die Bischofsweihe spendete ihm am 6. Juli 1828	der Kardinalbischof von Frascati Francesco Saverio Maria Felice Castiglioni (der spätere Papst Pius VIII.); Mitkonsekratoren waren Erzbischof Pietro Caprano und Maciotis älterer Bruder Geraldo, Weihbischof in Velletri. Am 1. Februar 1836 wechselte Vincenzo Macioti auf den Bischofssitz von Ferentino, den er bis zu seinem Tode innehatte.
Vincenzo Macioti starb nach 12 Jahren im Bischofsamt kurz vor seinem 65. Geburtstag.